# Saint-Symphorien-d'Ozon
Saint-Symphorien-d'Ozon é uma comuna francesa na região administrativa de Auvérnia-Ródano-Alpes, no departamento de Ródano. Estende-se por uma área de 13,37 km². Em 2010 a comuna tinha 5 836 habitantes (densidade: 436,5 hab./km²).